# Democracia Cristiana por las Autonomías
Democracia Cristiana por las Autonomías (Democrazia Cristiana per le Autonomie) (DCA) fue un pequeño partido político italiano democristiano.
Fue fundado el 25 de octubre de 2004 como una escisión de la Unión de los Demócratas Cristianos y de Centro (UDC) de la mano de  Gianfranco Rotondi, crítico con la línea política del entonces líder de UDC Marco Follini y partidario de estrechar lazos con Silvio Berlusconi y su Forza Italia. El partido fue parte de la coalición la Casa de las Libertades desde su fundación.
En las elecciones generales de 2006 presentó listas conjuntas con el Nuevo PSI (NPSI), obteniendo ésta el 0,7% de los votos; a pesar de no haber superado el umbral del 2%, logró cuatro diputados dentro de su coalición. Dos de estos diputados eran miembros del DCA, mientras los otros dos fueron elegidos en las listas de Forza Italia. Gianfranco Rotondi fue elegido senador también en la lista de Forza Italia.
DCA fue parte del Pueblo de la Libertad en las elecciones generales de 2008. El 3 de abril de 2008, durante una reunión en Milán, el partido anunció una alianza con el nuevo partido Liberales Populares de Carlo Giovanardi. Después de las elecciones, en las que el partido obtuvo tres diputados y un senador, Gianfranco Rotondi unió al gobierno de Berlusconi como Ministro sin cartera.
En 2009 el partido se fusionó plenamente con el PdL y sus miembros se organizaron alrederdor el periódico La Discussione, dirigido por Giampiero Catone.